# 方珪
方珪（1445年—1476年），字純潔，福建興化府莆田縣人，軍籍，明朝政治人物。

## 生平
成化元年（1465年）乙酉科福建鄉試第四十一名舉人，五年（1469年）中式己丑科會試第九十五名，三甲第一百四十二名進士。選庶吉士，改監察御史。卒於官，年三十二。

## 家族
曾祖方思廣；祖父方廷積；父方秉齡。